# Get You (Daniel Caesar)
Get You è un singolo del cantante canadese Daniel Caesar, pubblicato il 20 ottobre 2016 come primo estratto dal primo album in studio Freudian.
Il brano vede la partecipazione della cantante statunitense Kali Uchis.

## Video musicale
Il video musicale, diretto da Liam MacRae, è stato reso disponibile il 1º dicembre 2016.

## Tracce
Testi e musiche di Daniel Caesar e Kali Uchis.
1. Get You (feat. Kali Uchis) – 4:37

## Classifiche
| Classifica (2018) | Posizione massima |
| ----------------- | ----------------- |
| Stati Uniti       | 93                |